# Elvedin Beganović
Elvedin Beganović (* 7. November 1971) ist ein bosnischer Fußballtrainer und früherer -spieler.